# Alep Vuolusjaure
Alep Vuolusjaure är en sjö i Kiruna kommun i Lappland och ingår i Torneälvens huvudavrinningsområde. Sjön har en area på 6,4 kvadratkilometer och ligger 359,2 meter över havet. Sjön avvattnas av vattendraget Vuolusjåkka (Räskajåkka).

## Delavrinningsområde
Alep Vuolusjaure ingår i det delavrinningsområde (756590-168946) som SMHI kallar för Utloppet av Alep Vuolusjaure. Medelhöjden är 447 meter över havet och ytan är 51,24 kvadratkilometer. Räknas de 3 avrinningsområdena uppströms in blir den ackumulerade arean 119,6 kvadratkilometer. Vuolusjåkka (Räskajåkka) som avvattnar avrinningsområdet har biflödesordning 2, vilket innebär att vattnet flödar genom totalt 2 vattendrag innan det når havet efter 396 kilometer. Avrinningsområdet består mestadels av skog (70 procent) och kalfjäll (14 procent). Avrinningsområdet har 7,7 kvadratkilometer vattenytor vilket ger det en sjöprocent på 15 procent.